# Confédération des industries finlandaises
La Confédération des industries finlandaises (finnois : Elinkeinoelämän keskusliitto ry sigle EK), est une organisation patronale fondée en 2005 en Finlande par la fusion de Palvelutyönantajat (sigle PT)) et de Teollisuuden ja Työnantajain Keskusliitto (sigle TT),.

## Présentation
En 2019, 24 organisations du secteur privé sont affiliées à la confédération. Elles regroupent environ 15 300 entreprises membres qui emploient environ 900 000 employés.
96 % des entreprises affiliées sont des petites ou moyennes entreprises.
En 2012, l'organisation compte 153 employés et vise la suppression de 20 postes pour stabiliser ses finances.

## Organisation membres
- Elintarviketeollisuusliitto ry
- Energiateollisuus ry
- Finanssialan Keskusliitto
- Henkilöstöpalveluyritysten liitto
- Hyvinvointiala HALI ry
- Kaupan Liitto
- Kemianteollisuus
- Kiinteistötyönantajat
- Kumiteollisuus ry
- Logistiikkayritysten liitto
- Lääketeollisuus ry
- Matkailu- ja Ravintolapalvelut MaRa ry
- Medialiitto
- Muoviteollisuus ry
- Palvelualojen Työnantajat PALTA ry
- Puusepänteollisuus ry
- Rakennusteollisuus RT ry
- Rannikko- ja Sisävesiliikenteen Työnantajaliitto RASILA
- Satamaoperaattorit ry
- Sivistystyönantajat
- Suomen Tekstiili & Muoti ry
- Teknokemian Yhdistys ry
- Teknologiateollisuus ry
- Yleinen Teollisuusliitto YTL

## Présidents et directeurs
| Présidents de TT - 1993–1994 Tauno Matomäki, Repola Oyj - 1994–1997 Georg Ehrnrooth, Metra Oyj - 1998–2001 Jyrki Juusela, Outokumpu Oy - 2002 Christoffer Taxell, Partek Oyj - 2002–2003 Heikki Pentti, Lemminkäinen Oyj - 2003–2004 Juha Rantanen, Ahlstrom Oyj Directeurs de TT - janvier 1993 – mai 2003 Johannes Koroma - juin 2004 – septembre 2004 Kalevi Hemilä - septembre 2004 – décembre 2004 Tarmo Korpela | Présidents de EK - 2005–2006 Christoffer Taxell - 2007–2008 Antti Herlin, Kone Oyj - 2009–2010 Sakari Tamminen, Rautaruukki Oyj - 2011–2012 Ole Johansson, Wärtsilä Oyj - 2013–2014 Ilpo Kokkila, Pontos Oy - 2015–2016 Matti Alahuhta - 2017–2018 Veli-Matti Mattila, Elisa Oyj - 2018–2020 Pekka Lundmark, Fortum Oyj et Nokia Oyj - 2021– Jaana Tuominen Directeurs de EK - juin 2004 – septembre 2010 Leif Fagernäs - septembre 2010 – novembre 2012 Mikko Pukkinen - novembre 2012 – Jyri Häkämies |